# Vaahteraliiga 2012
Die Vaahteraliiga 2012 war die 33. Saison der Vaahteraliiga, der höchsten Spielklasse des American Football in Finnland. Sie begann am 26. Mai und endete am 25. August 2012 mit dem Vaahteramalja XXXIII (auch Maple Bowl XXXIII), dem Finale um die finnische Meisterschaft. Die Vaahteraliiga wurde vom finnischen American-Football-Verband SAJL organisiert. Finnischer Meister wurde der Rekordmeister Helsinki Roosters, der zum ersten Mal seit 2004 wieder einen Titel erringen konnte. Als bester Ligaspieler des Jahres wurde Quarterback Robert Johnson von den Helsinki Roosters ausgezeichnet.

## Teilnehmer und Modus
Die folgenden acht Vereine nahmen an der regulären Saison teil. Jedes Team hatte zehn Spiele, ehe anschließend die besten vier Teams in die Play-offs kamen. Dort trat das bestplatzierte gegen das viertplatzierte Team sowie der Zweite gegen den Dritten im Halbfinale an.
Lappeenranta Rajaritarit hat für die Saison 2012 keine Lizenz für die Liga beantragt, sondern ist in die Division II abgestiegen. Der Platz des Teams wurde von den TAFT Vantaa eingenommen.
- Helsinki Roosters
- Helsinki Wolverines (Meister 2012)
- Jyväskylä Jaguaarit
- Northern Lights
- Porvoon Butchers
- Seinäjoki Crocodiles
- Turku Trojans
- TAFT Vantaa

## Regular Season

### Tabelle
| Pl. | Team                 | Sp. | S | U | N | TD      | Diff. | Punkte | SQ    |
| --- | -------------------- | --- | - | - | - | ------- | ----- | ------ | ----- |
| 1   | Helsinki Roosters    | 10  | 9 | 0 | 1 | 458:157 | +301  | 18:2   | 0,900 |
| 2   | Seinäjoki Crocodiles | 10  | 9 | 0 | 1 | 384:174 | +210  | 18:2   | 0,900 |
| 3   | Helsinki Wolverines  | 10  | 7 | 0 | 3 | 348:183 | +165  | 14:6   | 0,700 |
| 4   | Porvoo Butchers      | 10  | 5 | 0 | 5 | 210:236 | 0-26  | 10:10  | 0,500 |
| 5   | Jyväskylä Jaguaarit  | 10  | 4 | 0 | 6 | 145:202 | 0-57  | 8:12   | 0,400 |
| 6   | TAFT Vantaa          | 10  | 3 | 0 | 7 | 162:187 | 0-25  | 6:14   | 0,300 |
| 7   | Oulu Northern Lights | 10  | 2 | 0 | 8 | 102:338 | −236  | 4:16   | 0,200 |
| 8   | Turku Trojans        | 10  | 1 | 0 | 9 | 034:366 | −332  | 2:18   | 0,100 |

Qualifikation für die Play-offs.

Quelle: sajl.org

### Erfolgreichste Scorer (TDs)
| Pl. | Spieler         | Team                 | Pos. | TD | Punkte | Punkte pro Spiel |
| --- | --------------- | -------------------- | ---- | -- | ------ | ---------------- |
| 1   | Dominic Kegel   | Seinäjoki Crocodiles | QB   | 20 | 120    | 12,0             |
| 2   | Stephen Stokes  | Helsinki Wolverines  | RB   | 16 | 096    | 09,6             |
| 3   | Tommi Pinta     | Helsinki Wolverines  | WR   | 14 | 084    | 08,4             |
|     | Henri Jussila   | Helsinki Roosters    | RB   | 14 | 084    | 08,4             |
| 5   | Veikka Lehtonen | Seinäjoki Crocodiles | WR   | 10 | 060    | 07,5             |

Quelle: sajl.org

## Play-offs
|  | Halbfinale | Halbfinale           | Halbfinale |  |  | Maple Bowl XXXIII | Maple Bowl XXXIII   | Maple Bowl XXXIII |
|  |            |                      |            |  |  |                   |                     |                   |
|  |            |                      |            |  |  |                   |                     |                   |
|  | 1          | Helsinki Wolverines  | 35         |  |  |                   |                     |                   |
|  | 4          | Porvoon Butchers     | 16         |  |  |                   |                     |                   |
|  |            |                      |            |  |  | 1                 | Helsinki Wolverines | 17                |
|  |            |                      |            |  |  | 3                 | Helsinki Roosters   | 20                |
|  | 2          | Seinäjoki Crocodiles | 21         |  |  |                   |                     |                   |
|  | 3          | Helsinki Roosters    | 41         |  |  |                   |                     |                   |
|  |            |                      |            |  |  |                   |                     |                   |

### Halbfinale
|                                    |                                    |  |                     |                           |                  |  |                                              |
|                                    | Helsinki 18. August 2012 15:00 Uhr |  | Helsinki Wolverines | \| \| 35 : 16 \| \| \| \| | Porvoon Butchers |  | Velodromi Zuschauer: 411 Referee: P. Hautala |
| (7:0, 7:7, 14:3, 7:6) Spielbericht | Helsinki 18. August 2012 15:00 Uhr |  | Helsinki Wolverines |                           | Porvoon Butchers |  | Velodromi Zuschauer: 411 Referee: P. Hautala |
|                                    | 35 : 16                            |  |                     |                           |                  |  |                                              |
|                                    |                                    |  |                     |                           |                  |  |                                              |

|                                     |                                     |  |                      |                           |                   |  |                                                      |
|                                     | Seinäjoki 19. August 2012 18:00 Uhr |  | Seinäjoki Crocodiles | \| \| 21 : 41 \| \| \| \| | Helsinki Roosters |  | Jouppilanvuori Zuschauer: 625 Referee: V. Lamminsalo |
| (7:0, 7:20, 0:13, 7:8) Spielbericht | Seinäjoki 19. August 2012 18:00 Uhr |  | Seinäjoki Crocodiles |                           | Helsinki Roosters |  | Jouppilanvuori Zuschauer: 625 Referee: V. Lamminsalo |
|                                     | 21 : 41                             |  |                      |                           |                   |  |                                                      |
|                                     |                                     |  |                      |                           |                   |  |                                                      |

### Vaahteramalja XXXIII
Die Helsinki Roosters lösten die Helsinki Wolverines als Sieger des Maple Bowls ab.
|                                     |                                    |  |                     |                           |                   |  |                                                     |
|                                     | Helsinki 25. August 2012 18:15 Uhr |  | Helsinki Wolverines | \| \| 17 : 20 \| \| \| \| | Helsinki Roosters |  | Sonera Stadium Zuschauer: 2.552 Referee: P. Hautala |
| (7:0, 0:0, 0:14, 10:6) Spielbericht | Helsinki 25. August 2012 18:15 Uhr |  | Helsinki Wolverines |                           | Helsinki Roosters |  | Sonera Stadium Zuschauer: 2.552 Referee: P. Hautala |
|                                     | 17 : 20                            |  |                     |                           |                   |  |                                                     |
|                                     |                                    |  |                     |                           |                   |  |                                                     |

## Auszeichnungen

### All Stars 2012
| Position               | Athlet          | Team                 |    | Position           | Athlet               | Team                |
| ---------------------- | --------------- | -------------------- | -- | ------------------ | -------------------- | ------------------- |
| Offense                |                 |                      |    |                    |                      |                     |
| QB                     | Robert Johnson  | Helsinki Roosters    |    | OL                 | Karri Kuuttila       | Helsinki Wolverines |
| RB                     | Henri Jussila   | Helsinki Roosters    | OL | Jari Ylimäki       | Seinäjoki Crocodiles |                     |
| WR                     | Torsten Malm    | Helsinki Roosters    | OL | Arttu Tennberg     | Porvoon Butchers     |                     |
| WR                     | Micky Kyei      | Porvoon Butchers     | OL | Pasi Lautala       | Porvoon Butchers     |                     |
| WR                     | Markus Lievonen | Helsinki Roosters    | OL | Aleksi Kaasalainen | Helsinki Roosters    |                     |
| WR                     | Tommi Pinta     | Helsinki Wolverines  |    |                    |                      |                     |
| Defense                |                 |                      |    |                    |                      |                     |
| DL                     | Jordan Barta    | Vantaa TAFT          |    | LB                 | Santtu Äyräväinen    | Porvoon Butchers    |
| DL                     | Jarred Wilcox   | Helsinki Roosters    | DB | Donovan Williams   | Vantaa TAFT          |                     |
| DL                     | Okko Outinen    | Vantaa TAFT          | DB | Aleksi Wiren       | Vantaa TAFT          |                     |
| LB                     | Sami Toivonen   | Helsinki Wolverines  | DB | Stacey Thomas      | Oulu Northern Lights |                     |
| LB                     | Tero Kontiainen | Porvoon Butchers     | DB | Tuomas Leinonen    | Seinäjoki Crocodiles |                     |
| LB                     | Nick Garrat     | Oulu Northern Lights |    |                    |                      |                     |
| Special Teams          |                 |                      |    |                    |                      |                     |
| K / P                  | Janne Kalpio    | Helsinki Wolverines  |    |                    |                      |                     |
| Quelle: jenkkifutis.fi |                 |                      |    |                    |                      |                     |

### Awards
- Liga-MVP (Vuoden liigapelaaja): Robert Johnson, QB, Helsinki Roosters
- Offensiv-Spieler des Jahres (Vuoden Hyökkääjä): Dominic Kegel, QB, Seinäjoki Crocodiles
- Defensiv-Spieler des Jahres (Matti Lindholm Trophy): Tero Kontiainen, LB, Porvoon Butchers
- Rookie des Jahres: Aku-Teppo Kelo, DB, Helsinki Roosters
- Bester Line-Spieler: Karri Kuuttila, OL, Helsinki Wolverines
- Ari Tuuli Trophy (Vuoden Etenijä): Micky Kyei, WR, Porvoon Butchers